# پارک ملی بوزولوکسکی بور
پارک ملی بوزولوکسکی بور (انگلیسی: Buzuluksky Bor National Park) یک پارک ملی حفاظت‌شده در استان اورنبورگ کشور روسیه است.